# MOSAiC-Expedition

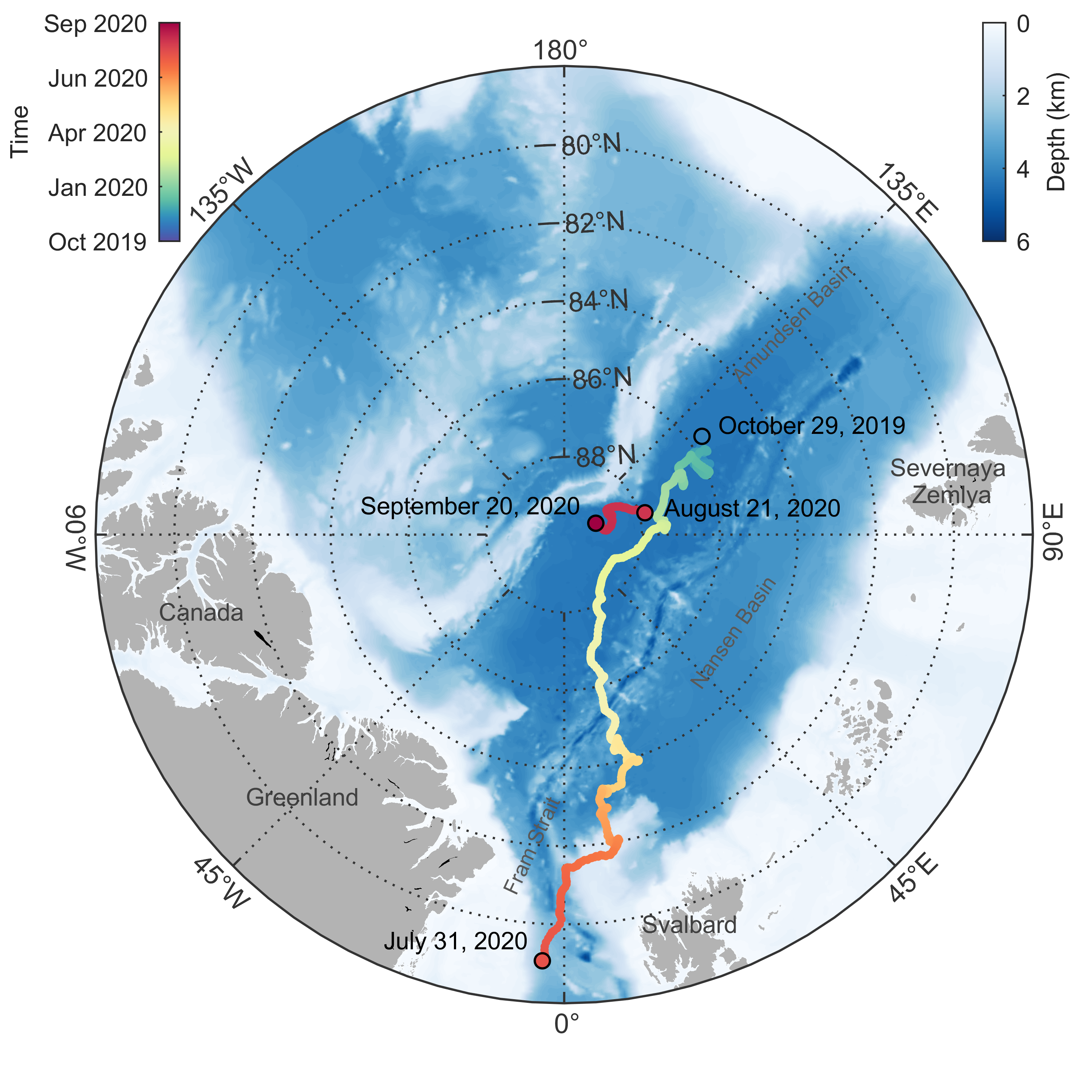
Der Standort der MOSAiC-Zentralobservatorien während ihres Betriebs in den Jahren 2019–2020

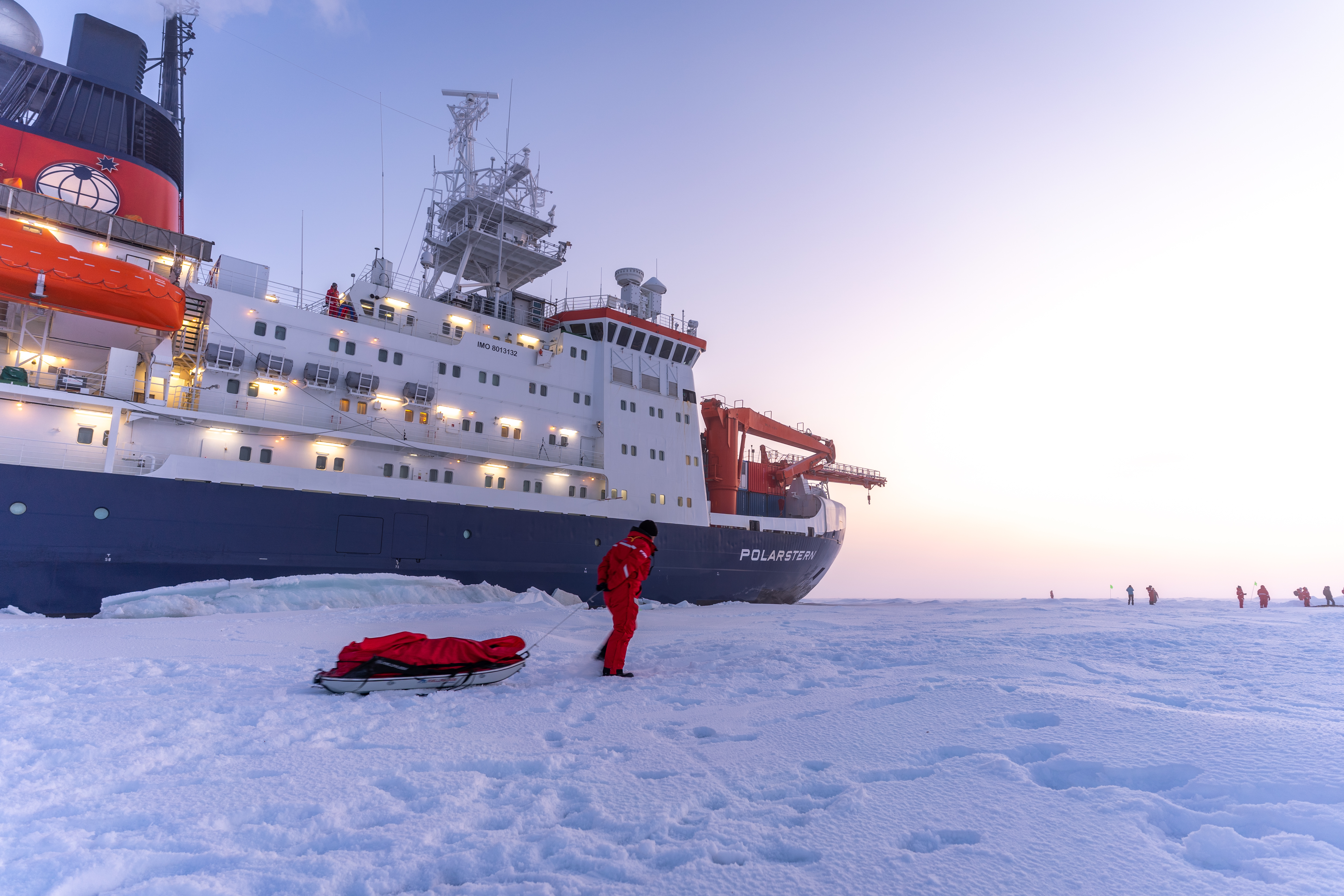
Wissenschaftler vor der Polarstern (September 2019)

Die MOSAiC-Expedition (Multidisciplinary drifting Observatory for the Study of Arctic Climate, „Multidisziplinäres Driftobservatorium zur Untersuchung des Arktisklimas“) war eine einjährige, internationale Expedition in die zentrale Arktis, angeleitet vom deutschen Alfred-Wegener-Institut (AWI).
Die Kern-Expedition fand von September 2019 bis Oktober 2020 statt. Erstmals wurde mit einem modernen Forschungseisbrecher die direkte Umgebung des Nordpols auch im Winter und Frühjahr erreicht. Gemessen an der aufwendigen Logistik, der Gesamtanzahl an Teilnehmern, der Anzahl der teilnehmenden Länder und einem ursprünglich zur Verfügung stehenden Budget in Höhe von 140 Millionen Euro war die MOSAiC-Expedition die bisher größte Forschungsexpedition in die Arktis. 50 Prozent der Kosten wurden aus dem Etat des Bundesforschungsministeriums (BMBF) gedeckt. Mehrkosten liefen durch die nicht geplante Rückfahrt der MS Polarstern wegen notwendig gewordener Maßnahmen zum COVID-19-Pandemieschutz auf.
Das zentrale Expeditionsschiff, der Forschungseisbrecher Polarstern des AWI, wurde dabei von Versorgungs- und Unterstützungsoperationen der russischen Eisbrecher Akademik Fedorov, Kapitan Dranitsyn, Akademik Tryoshnikow und Admiral Makarov sowie den beiden deutschen Forschungsschiffen Sonne und Maria S. Merian unterstützt. Weiterhin waren Flugzeuge und Helikopter mit in den Einsatz inbegriffen. Insgesamt waren während der Expedition über mehrere Phasen verteilt mehr als 600 Personen in der zentralen Arktis tätig. Die internationale Expedition mit mehr als 80 teilnehmenden Institutionen aus 20 Nationen wurde vom AWI geführt und stand unter der Leitung des Physikers Markus Rex. Das Ziel von MOSAiC war nach eigenen Angaben, die komplexen und nur unzureichend verstandenen Klimaprozesse der zentralen Arktis zu untersuchen, die Darstellung dieser Prozesse in globalen Klimamodellen zu verbessern und so zu verlässlicheren Klimaprognosen beizutragen.
Zur umfangreichen medialen Verwertung der Expedition schloss das AWI eine Vereinbarung mit der Bertelsmann Content Alliance.

## Missionshintergrund und Ziele
| Dauer              | über 300 Tage (Kernexpedition) |
| Beteiligte         | über 600 (in Schichten auf dem Schiff Polarstern sowie auf den Versorgungsschiffen) aus 82 Forschungsinstituten und Staatsunternehmen 300 in der Organisation, davon 59 Prozent Frauen bei den Führungskräften |
| Kosten             | mehr als 140 Mio. € 200.000 €/Tag |
| Zurückgelegter Weg | 16.232 km (Hafen Tromsø-Bremerhaven) davon ca. 3.400 km Eisdrift |
| Energieverbrauch   | Polarstern ca. 9.900 Tonnen DMA bei den weiteren vier Eisbrechern unbekannt |

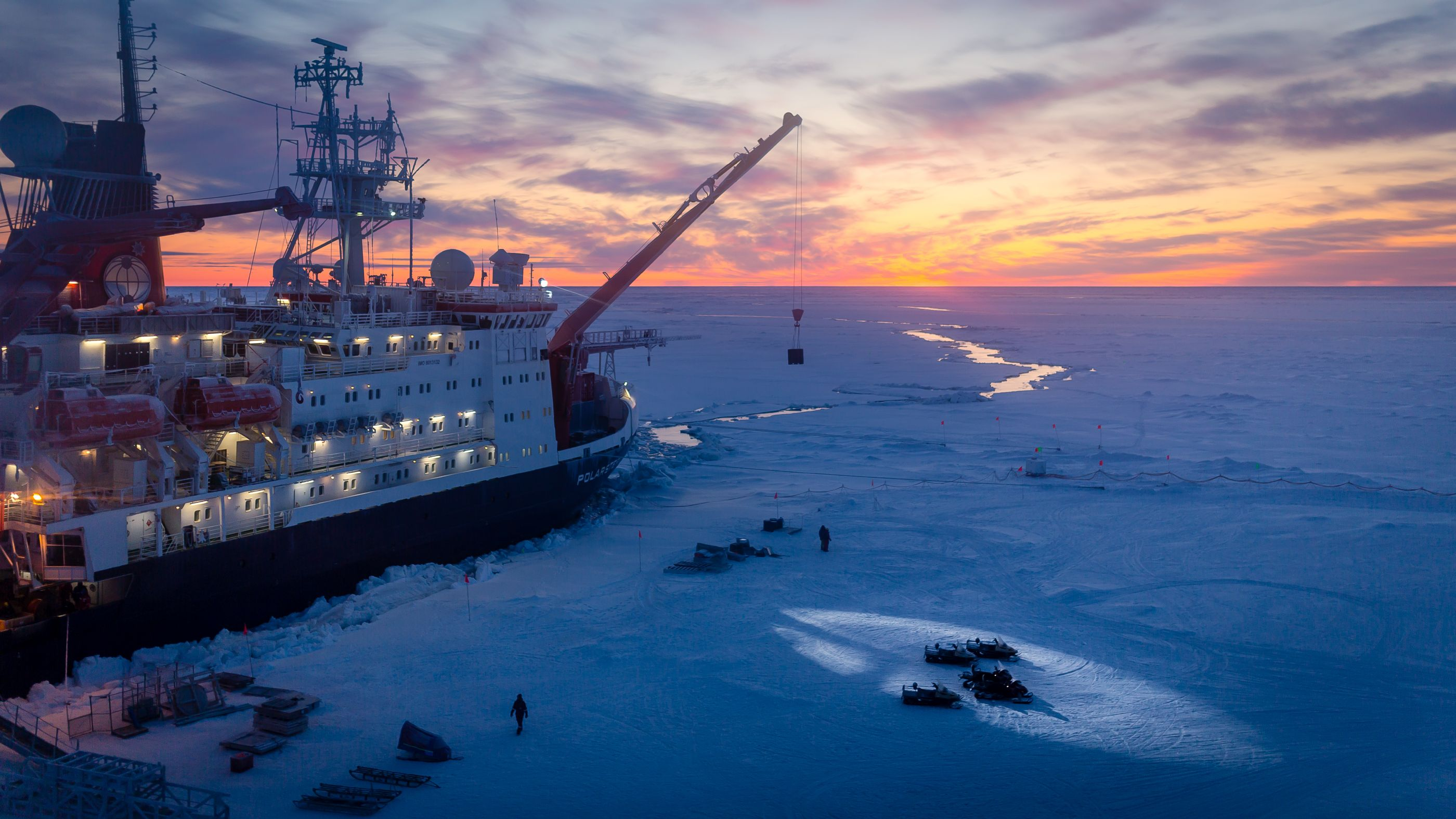
Die Polarstern (Oktober 2019)

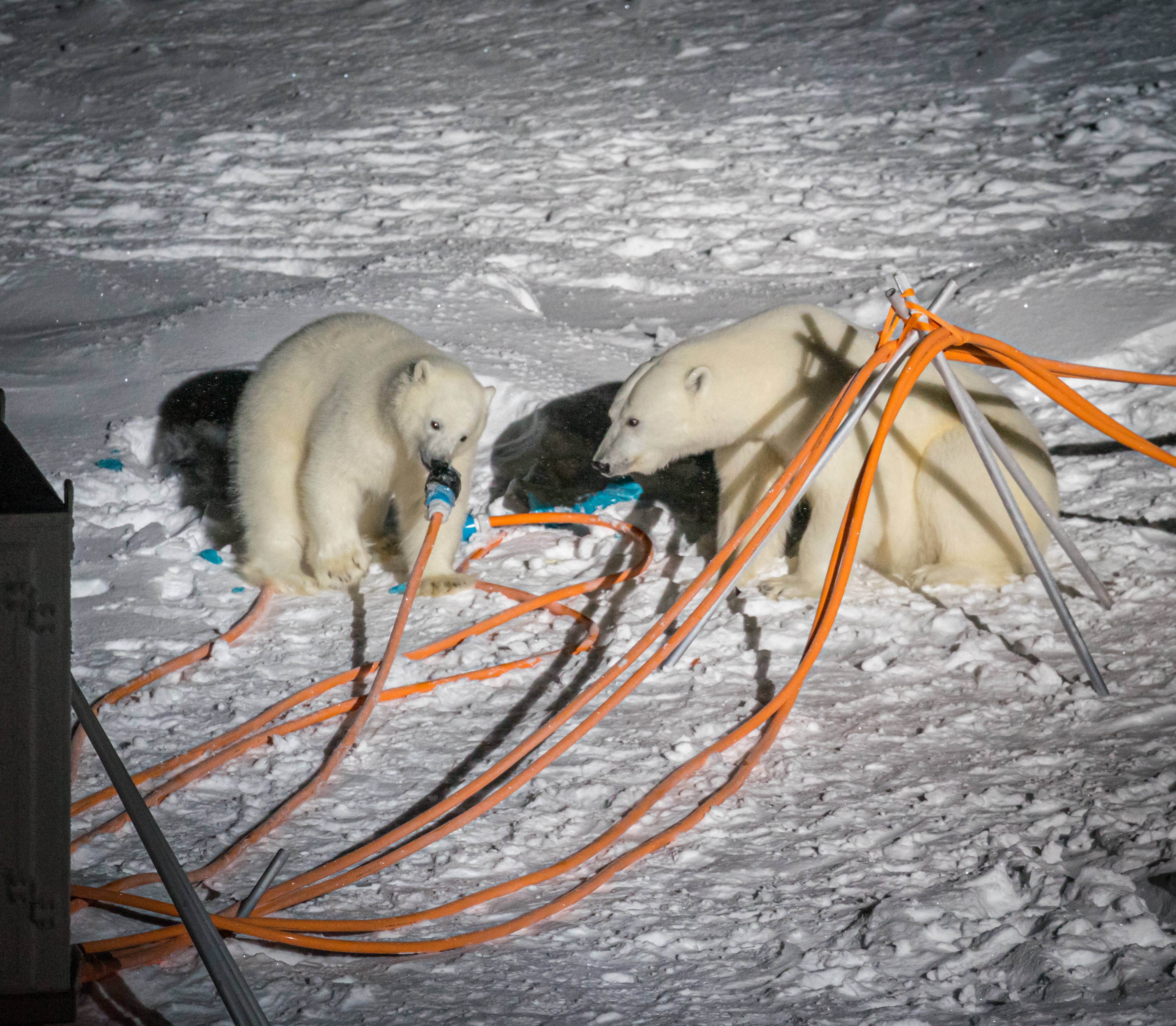
Eisbären untersuchen das Camp der Expedition (Oktober 2019)

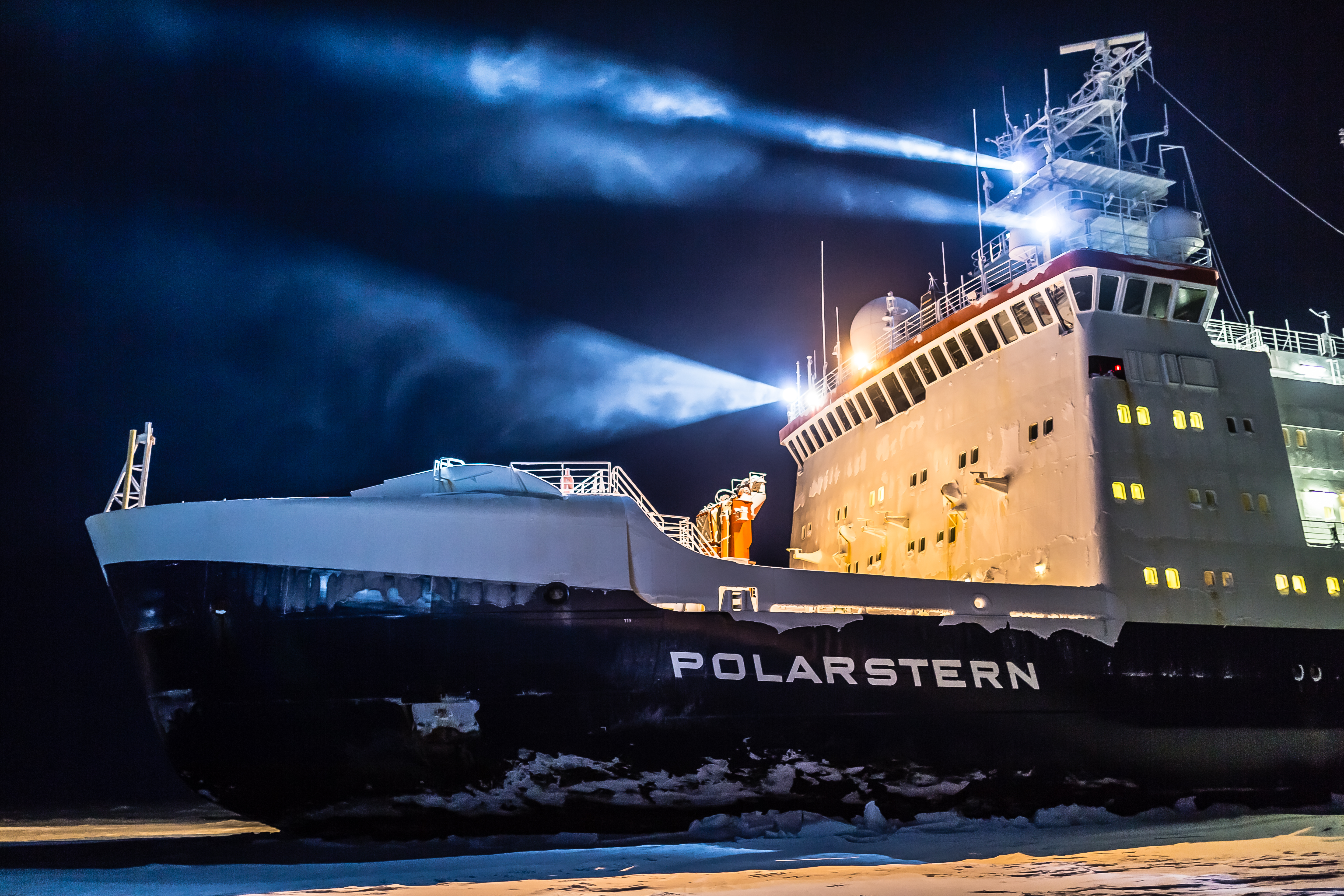
Die Polarstern (September 2019)

Im Winterhalbjahr ist das arktische Meereis zu dick, um von Forschungseisbrechern durchbrochen werden zu können. Daten aus der Zentralarktis fehlen daher insbesondere im Winterhalbjahr nahezu vollständig. Das Vorbild der MOSAiC-Expedition zur Erreichung der Zentralarktis im Winter ist Fridtjof Nansens Expedition mit dem hölzernen Forschungsschiff Fram in den Jahren von 1893 bis 1896 (siehe Nansens Fram-Expedition). Diese hat die Möglichkeit aufgezeigt, ein Schiff, fest eingefroren in das Meereis der zentralen Arktis, über die Polarkalotte driften zu lassen, allein angetrieben durch die natürliche Bewegung des Eises in der Transpolardrift. Nansens Drift-Experiment mit der Fram gelang, und viele der wissenschaftlichen Messungen und Erkenntnisse der Fram-Expedition waren trotz der damals beschränkten Mittel für viele Disziplinen wegweisend. Nansen schrieb darüber unter dem Titel "Fram over polhavet" mehrere Bücher und erhielt zahlreiche Auszeichnungen. Die MOSAiC-Expedition begab sich erstmals mit einem modernen Forschungseisbrecher auf die Spuren der Fram, der mit umfangreichem wissenschaftlichem Instrumentarium zur Untersuchung komplexer Klimaprozesse ausgestattet ist.
Ähnliche Drift-Versuche fanden in der modernen Wissenschaft bereits statt, jedoch in wesentlich kleinerem Umfang. In den 1990er hatte sich der Eisbrecher Des Groseilliers der Royal Canadian Coast Guard im Meereis einschließen lassen und die Forschungsstation SHEBA (Surface Heat Budget of the Arctic Ocean) errichtet. Der französische Segelschoner Tara wurde im Winter 2006/2007 von Meereis eingeschlossen und trieb aus der Ostsibirischen See bis in die Framstraße. 2015 unternahm die Lance des Norwegischen Polarinstituts ebenfalls eine solche Drift-Expedition.

### Vorbereitungs-Kampagne
Erfahrungen für die Kampagne wurden beim bislang längsten kontinuierlichen Betrieb einer Eisstation unter deutscher Leitung im Jahr 2017 gesammelt. Zwei Wochen lang machte der Forschungseisbrecher Polarstern an einer Eisscholle fest und ließ sich mit ihr durch die Arktis treiben. Aus dieser „kleinen Drift“ konnten wissenschaftliche und logistische Erfahrungen für die große einjährige Eisdriftkampagne MOSAiC gewonnen werden. Logistische Erfahrungen mit dem Zusammenspiel der verschiedenen wissenschaftlichen Disziplinen Atmosphärenphysik, Biogeochemie, Ozeanographie, Umweltphysik und der organismischen Biologie wurden dabei gesammelt. Geleitet wurde die Kampagne von Andreas Macke vom Tropos Leibniz-Institut für Troposphärenforschung.

### Verlauf
Das Rückgrat der Arbeit der MOSAiC-Kampagne war die ganzjährige Drift der Polarstern durch die zentrale Arktis. Die Polarstern brach dazu am 20. September 2019 im norwegischen Hafen Tromsø zusammen mit der Akademik Fedorov auf. Sie fuhr entlang der sibirischen Küste nach Osten, nahm bei etwa 120° Ost Kurs auf Nord und suchte sich einen Weg in das zentrale arktische Meereis, was zu dieser Jahreszeit noch möglich war. Bei etwa 85° 4,582′ Nord und 134° 25,769′ Ost wurden die Maschinen der Polarstern am 6. Oktober in Leerlauf versetzt. Das Schiff ließ sich fest in das Meereis einfrieren und driftete rund 3400 Kilometer durch die Arktis. Ohne eigenen Antrieb kam die Expedition etwa 12 Kilometer am Tag voran (weit schneller als berechnet). Neben dem Schiff wurde ein umfangreiches Forschungscamp auf dem Meereis errichtet. Die Akademik Fedorov brachte unterdessen in einem Abstand von bis zu 50 km ein Netzwerk von Beobachtungsstationen auf dem Eis aus. Dieses Stationsnetzwerk besteht aus autonomen und ferngesteuerten Instrumenten, die mit Hilfe von Helikoptern regelmäßig von der zentralen Polarstern aus angeflogen werden. Für Notfalloperationen waren Langstreckenhelikopter in Flügen über eigens ausgebrachte Treibstoffdepots auf den nördlichsten sibirischen Inseln phasenweise in der Lage, die Polarstern während der Expedition zu erreichen.
Nach einer letzten Übergabe von Treibstoff fuhr die Akademik Fedorov am 19. Oktober zurück nach Tromsø. Die Polarstern driftete nun mit der natürlichen Eisdrift mit dem umliegenden Netzwerk an Forschungsstationen über den Nordpolbereich, um weniger als ein Jahr später die Framstraße zu erreichen. Anfang Herbst 2020 verließ sie das Eis wieder. Anfänglich und dann wieder ab Sommer 2020 hatten die Eisbedingungen noch eine Versorgung und Austausch von Expeditionsteilnehmern durch die MOSAiC-Partnereisbrecher erlaubt. So erreichte der Eisbrecher Kapitan Dranitsyn am 16. Dezember 2019 die Polarstern für einen Austausch von rund 100 Mitarbeitern der an der Expedition beteiligten Personen, womit Fahrabschnitt 2 eingeleitet wurde. Der zweite Austausch des Forschungsteams erfolgte ab dem 28. Februar 2020, als abermals die Kapitan Dranitsyn zur Polarstern vorstieß. Besonders festes Meereis hatte die Anfahrt des Versorgungseisbrechers zuvor tagelang verzögert. Während der folgenden Phase bis Mitte Juni erlaubte das Meereis jedoch keinen Vorstoß von Versorgungseisbrechern.
Während des Zeitraums März und April 2020 sollten nach Expeditionsplanung die AWI-Forschungsflugzeuge Polar 5 und Polar 6 auf einer neben dem Schiff auf dem Meereis errichteten Landebahn landen und die Messungen der Expedition großräumig ergänzen. Weiterhin sollte die Meereislandebahn auch für den Austausch von Expeditionsteilnehmern genutzt werden. Da die Versorgungsflüge aber via Spitzbergen geplant waren und diese Inselgruppe aufgrund der COVID-19-Pandemie und der beschränkten medizinischen Einrichtung vor Ort abgeriegelt wurde, mussten die geplanten Flüge abgesagt und verschoben werden. Damit war eine Versorgung der Expedition aus der Luft via Spitzbergen (norwegisch Svalbard) nicht mehr möglich. In Zusammenarbeit des BMBFs, der Koordinierungsstelle der deutschen Forschungsschiffe und der DFG konnten kurzfristig die beiden deutschen Forschungsschiffe Sonne und Maria S. Merian am 18. Mai 2020 mit neuer Mannschaft, Proviant und Treibstoff und weiterem Material Bremerhaven verlassen und für den nächsten Austausch von Team und Fracht Kurs auf Spitzbergen nehmen. Die Polarstern unterbrach Mitte Mai 2020 ihre Drift im Meereis und fuhr zurück Richtung Spitzbergen. Dort traf sie die beiden deutschen Forschungsschiffe im Adventfjord nahe Longyearbyen; sie tauschte dort Mannschaft und Material aus. Während dieser Phase dokumentierten autonome Messgeräte, ausgebracht und zeitweise zurückgelassen auf der „MOSAiC-Eisscholle“, weiterhin die Entwicklungen vor Ort. Am 17. Juni 2020 war die Polarstern zurück an der Eisscholle, um ihre Drift mit dem Meereis fortzusetzen. Stürme rissen die Scholle zwar immer wieder auseinander, doch ebenso schnell froren die Fragmente wieder zusammen. Ende Juli 2020 zerbröselte das Eisstück endgültig. Auswertungen zeigten, dass sich die Eisscholle im Dezember 2018 im Flachwasserbereich der russischen Schelfe gebildet hatte. Bei der Beweisführung halfen unter anderem Steine und Muscheln, die sich auf der Scholle fanden: Sie stammten aus Sedimenten russischer Flüsse.
Trotz der coronabedingten Absagen der Forschungsflüge im April 2020 waren weitere Forschungsflüge für den Sommer 2020 geplant. War die Polarstern während ihres Eisdrifts dem Nordpol Ende Februar mit ca. 150 Kilometer am nächsten gekommen, fuhr die Expedition im August (diesmal mit Motorkraft) innerhalb von sechs Tagen direkt zum Pol und erreichte diesen am 19. August um 12:45 Uhr deutscher Zeit. Da das Eis dort ungewöhnlich „weich und löchrig“ war, konnte die Expedition eine beschriftete Stahlplatte im Meer versenken. Anschließend fuhr die Polarstern Richtung Sibirien, um dort im Meer den Jahreszyklus des Eises zu beobachten. Am 20. September 2020 trat die Polarstern den Heimweg mit Ziel Bremerhaven an. Am 12. Oktober 2020 kam sie dort an. Die Auswertung der aus der Expedition gewonnenen Daten hatte schon zuvor begonnen.
Während ihres Aufenthalts verbrachte die Expedition rund 150 Tage in Dämmerung und Dunkelheit, an 56 Tagen hatten sie mit Starkwind zu kämpfen. Insgesamt mehr als 60 Mal wurden Eisbären in der Nähe des Schiffes gesichtet.

### Politischer Hintergrund
Die Expedition fand im Kontext einer gesamtgesellschaftlichen Diskussion um Klimawandel und Klimaschutzmaßnahmen statt. Wissenschaftler und Geldgeber begründen ihre Notwendigkeiten unter anderem damit, dass durch sie neue Daten für künftig bessere politische Entscheidungen gewonnen würden. Deshalb seien laut Aussage von Bundeswissenschaftsministerin Anja Karliczek die Klimaforscher „die Helden unserer Zeit“. Sie verwies darauf, dass man mit mehr Daten über die Arktis im deutschen Klimaschutz aktiv werden könne: „Es ist also in unserem höchsten Interesse, die Arktis zu erforschen. Nur wenn wir wissen, wie sich das Klima in der Arktis entwickelt, sind wir in der Lage, auch bei uns in Deutschland Vorsorge gegen Klimaveränderungen zu treffen und effektiv dem Klimawandel entgegenzuwirken.“
Außenminister Heiko Maas flog mit Markus Rex 2020 in den Norden Kanadas, um sich die Folgen des Klimawandels anzuschauen. Ebenfalls im August 2020 veröffentlichte das Auswärtige Amt ressortübergreifende Leitlinien für eine deutsche Arktispolitik. Die Leitlinien sollen eine „klare Orientierung“ für zukünftige Forschungsaktivitäten mit deutscher Beteiligung sowie „für wirtschaftliche Aktivitäten deutscher Unternehmen in der Arktis“ geben.

### Teilnehmer
An der Expedition beteiligt waren 82 Forschungsinstitute und Staatsunternehmen aus 20 Ländern aus allen anrainenden Kontinenten. Wissenschaftler der verschiedenen Institutionen arbeiteten zeitweise auf der Polarstern; etliche Institutionen führten eigene Versuche und Probenahmen durch.
Leiter von MOSAiC war Markus Rex, der die Expedition insgesamt auch gut sieben Monate während der Abschnitte eins, vier und fünf selbst leitete. Jeweils für etwa zwei Monate übernahmen Christian Haas (Abschnitt zwei) und Torsten Kanzow (Abschnitt drei) die Leitung vor Ort. Die Kapitäne waren für jeweils etwa sechs Monate Stefan Schwarze (Abschnitt eins bis drei) und Thomas Wunderlich (Abschnitte vier bis fünf).

### Rekord
Mit 156 Kilometern Distanz kam die Polarstern dem Nordpol während des arktischen Winters näher als je ein Schiff zuvor.

## Forschungsschwerpunkte
Das Hauptziel von MOSAiC ist ein besseres Verständnis der gekoppelten Klimaprozesse der zentralen Arktis zu entwickeln, um diese in regionalen und globalen Modellen genauer darstellen zu können. Die Erkenntnisse sollen zu einer verbesserten Modellierung des globalen Klimas, des Wetters sowie der Vorhersagemöglichkeiten für arktisches Meereis beitragen.
Die Ergebnisse der MOSAiC-Mission werden helfen, das Verständnis für die regionalen und globalen Folgen des arktischen Klimawandels und des Meereisverlustes zu erweitern und die Wetter- und Klimavorhersagen zu verbessern. Damit wird sie zukünftige Meer- und Offshoreoperationen unterstützen, zu einer vertieften wissenschaftlichen Grundlage für die künftige Fischerei und den marinen Verkehr entlang der nördlichen Seeroute beitragen.

### Atmosphäre
Die Atmosphärenmessungen während MOSAiC werden ein physikalisches Verständnis der lokalen und vertikalen Wechselwirkungen in der Atmosphäre liefern. Darüber hinaus wird die Charakterisierung von Wolken, der atmosphärischen Grenzschicht, der Oberflächenschicht und der Oberflächenenergieflüsse zu einem besseren Verständnis der unteren troposphärischen Prozesse führen, die mit der arktischen Oberfläche interagieren. Eine große Herausforderung wird es sein, diese Messungen über den gesamten Jahreszyklus des Meereises aufrechtzuerhalten, insbesondere zu Beginn der Gefrierperiode, um den Übergang vom offenen Ozean zu einer sehr dünnen Meereisschicht zu erfassen. Messungen in größeren Höhen werden Eigenschaften der mittleren und oberen Troposphäre liefern. Um das Verständnis der Aerosole über der zentralen Arktis insbesondere im Winter zu erweitern, werden Messungen zur Zusammensetzung der Partikel, ihrer physikalischen Eigenschaften, ihrer direkten und indirekten Strahlungswirkung und ihrer Wechselwirkungen mit Wolkeneigenschaften durchgeführt. Routinemäßige Radiosondenbeobachtungen in Kombination mit Fesselballons liefern hochauflösende Profile von Atmosphärentemperatur und -feuchtigkeit. Darüber hinaus wird per Radarmessungen das vertikale Profil der Windgeschwindigkeit und -richtung bestimmt, um die Entwicklung der mesoskaligen Dynamik zu erfassen. Die wichtigsten thermodynamischen Parameter sowie die kinematischen Strukturen der Atmosphäre werden mit Hilfe von Mikrowellen- und Infrarotradiometern sowie Raman- oder Doppler-Lidar untersucht.

### Meereis
Die Beobachtungen erstreckten sich auf physikalische und mechanischen Eigenschaften, Morphologie, optische Eigenschaften und die Massenbilanz des arktischen Meereises. Der Schwerpunkt liegt auf der Charakterisierung der Eigenschaften der Schnee- und Eisbedeckung, sowie dem Verständnis der Prozesse, die diese Eigenschaften bestimmen. Schneegruben und Eisbohrkerne helfen den Wissenschaftler, diese Daten zu sammeln. Weitere Aspekte der Meereisbeobachtung sind die Bestimmung des Massenbudgets durch Messung der Schneehöhe und der Eisdicke, sowie die Messung der Verteilung von Sonneneinstrahlung im Eis, der spektralen Albedo, und der Transmission des Eises. Darüber hinaus werden verschiedene Eisarten im Laufe eines vollständigen Jahreszyklus untersucht, um die räumliche Variabilität und zeitliche Entwicklung der arktischen Eisbedeckung zu bestimmen.

### Ozean
Ozeanprozesse beeinflussen die Energiebilanz der Arktis sowie das Wachstum und die Schmelze des arktischen Meereises durch die Zufuhr von Wärme. Darüber hinaus spielen sie eine wichtige Rolle bei der biologischen Aktivität zur Bindung und zum potenziellen Export von CO2. Die durchgeführten Messungen an Wassersäulen werden helfen, die folgenden Schlüsselmechanismen zu verstehen: (1) Zufuhr von Wärme an die Schnittstelle zwischen Meereis und Ozean, (2) Absorption der Sonneneinstrahlung und die Verarbeitung entstehenden Wärme, (3) Einflüsse der Tiefsee, (4) Produktionen und Exporte aus der euphotischen Zone.
Da eines der Hauptziele der MOSAiC-Expedition das Verständnis für die Entwicklung des Meereises ist, bilden eisnahe Ozeanprozesse, wie die oberflächennahe Mischung, die Schwerpunkte der ozeanografischen Messungen. Dazu werden die Dynamik und die Thermodynamik der Ozeanmischschicht im Detail untersucht. Dementsprechend wurden kontinuierliche Messungen turbulenter Flüsse direkt unter der Ozean-Eis-Grenzfläche durchgeführt, um die Geschwindigkeiten von Eis und Ozean, vertikale Wärme- und Impulsflüsse, Massendiffusion und andere Schlüsselprozesse zu verstehen. Darüber hinaus wurde der tiefere Ozean in größerem Kontext beobachtet, indem routinemäßige Profile von Geschwindigkeit, Temperatur, Salzgehalt und gelöstem Sauerstoff in den oberen hundert Metern des Arktischen Ozeans erstellt wurden, um seine Auswirkungen auf die obere Ozean-Eis-Grenzfläche zu verstehen.

### Ökosystem und Biogeochemie
Die Beobachtung der biologischen und biogeochemischen Transformation und Sukzession konzentrierte sich auf die Untersuchung von Eis-, Schnee- und Wasserproben. Gleichzeitig sollten Strömungsmessungen, sowohl an den Eis-/Wasser-, als auch an den Eis-/Luftgrenzschichten durchgeführt werden. Diese Messungen wurden über einen vollständigen und kontinuierlichen arktischen Jahreszyklus geführt, um die Biologie und Biogeochemie des Eismeer-Atmosphärensystems zu jeder Jahreszeit zu quantifizieren, insbesondere im untererforschten arktischen Winter. Es wurden zum Beispiel das jährliche Massenbudget an organischem und anorganischem Kohlenstoff beobachtet, einschließlich kristallographischer Messungen von Ikait in den Solekanälen. Diese bezogen sich auf den durch die Biogeochemie des Meereises verursachten netto Luft-/Eis-Fluss von CO2, sowie auf das Potenzial für das Einfangen von organischem Kohlenstoff und die Respiration von CO2. Darüber hinaus war es ein Ziel, die Methanakkumulation, die Oxidation unter dem Meereis und die Luft-/Ozean-Flüsse nach dem Potenzial für große ozeanische Methan-Flüsse in die Atmosphäre zu quantifizieren. Ein drittes Schlüsselelement ist die Beobachtung des Zyklus biogener Gase wie N2O, O2, DMS (Dimethylsulfid) oder Bromoform im Schnee, im Meereis und -wasser, die zum Verständnis der zugrunde liegenden biogeochemischen Pfade beitragen. Ein weiterer wichtiger Aspekt ist die Aufstellung einer Jahresmassenbilanz und eines Eis-/Wasser-Zykluses von Makro- und Mikronährstoffen, indem die vertikalen Nährstoffflüsse zwischen dem Meer, der euphotischen Zone, der gemischten, sowie der tiefen Schicht des Meeres in Kombination mit molekularen Werkzeugen zum Verständnis der Recyclingketten untersucht werden.

### Modellierung
Eine enge Vernetzung zwischen Modell- und Beobachtungskonzept spielte eine Schlüsselrolle bei der Definition und Planung der MOSAiC-Expedition. Um die Veränderungen des arktischen Klimasystems zu verstehen und zu erklären, werden Modelle zusammenwirkend mit den Beobachtungen und Messungen entwickelt und bestehende Modelle verbessert. Diese Beobachtungen spielen dann wiederum eine wichtige Rolle zur Verbesserung dieser und zur Entwicklung weiterer Modelle zur Wetter- und Meereisvorhersage sowie der Klimaprojektion. Des Weiteren werden Modelle den Blick auf Phänomene ermöglichen, die nicht direkt beobachtbar sind. Die Beobachtungen der MOSAiC-Expedition werden neue Randbedingungen für Modelle vieler Größenordnungen liefern. Beispielsweise werden hochauflösende Modelle für detaillierte Studien verwendet, die dann als Grundlage zur Verbesserung regionaler und globaler Klimamodelle dienen werden.
Zusätzlich werden regionale Arktismodelle verwendet, um wichtige Fragen bezüglich der Arktis als globale Energiesenke zu beantworten, in der Art und Weise, wie globale Verbindungsmuster von einem sich ändernden arktischen Eisvolumen beeinflusst werden, und die Auswirkungen dieser Veränderungen auf die Zirkulation und das Wetter in niedrigeren Breiten. Die MOSAiC-Modellierungs- und Beobachtungsaktivitäten arbeiten eng mit den internationalen Modellierungsbemühungen des World Weather Research Programmes und des World Climate Research Programmes zusammen.

## Forschungsergebnisse
Durch die MOSAiC-Expedition wurden etwa 150 Terabyte Informationen sowie 10.000 Proben von Eis, Schnee, Wasser und Luft gesammelt. Laut den Atmosphärenmessungen während MOSAiC ist die Ozonschicht über der Arktis um ein Viertel seit den letzten Messungen zurückgegangen. In einer Höhe von 20 Kilometern ist teils gar kein Ozon mehr messbar gewesen. Während der MOSAiC-Expedition wurde der größte Rückgang von Polareis seit Beginn der Aufzeichnungen gemessen. Das Eis ist laut den Daten nur noch halb so dick wie um das Jahr 1880 und die Ausdehnung des Polareises im Sommer 2020 nur noch halb so groß wie die bei der letzten Beobachtung, welche ein paar Jahrzehnte vor MOSAiC stattfand.
Auf der vom AWI betriebenen Online-Wissensplattform Meereisportal zum Thema Meereis in den Polargebieten der Arktis und Antarktis werden die Meereisbojen der MOSAiC Expedition gehostet und das Meereisportal ist ein internationales Datenarchiv für Meereisbojendaten.

## Mediale Aufbereitung

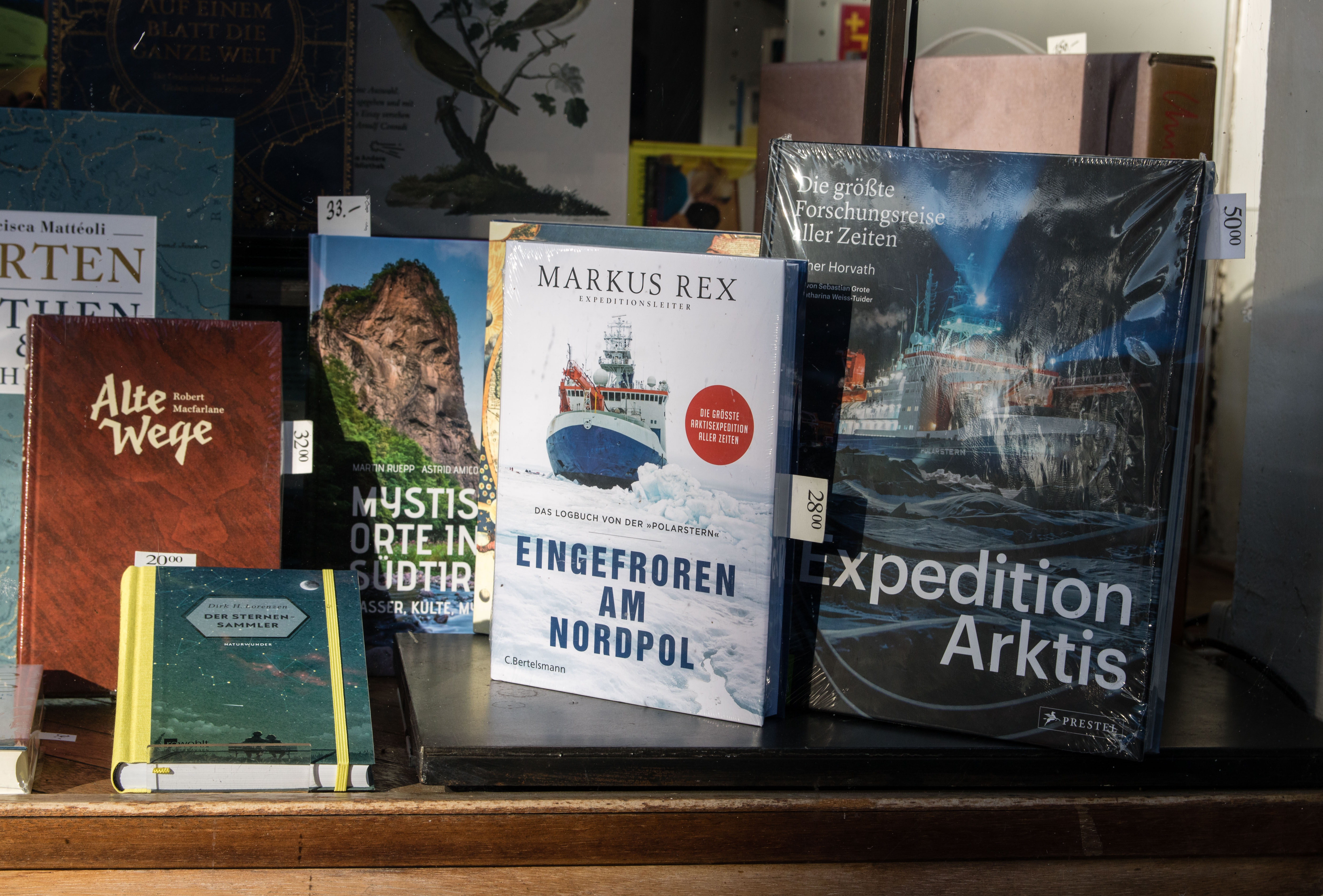
Belletristik über die Expedition der Bertelsmann-Verlage

Keine andere polare Forschungsreise wurde so stark medial verwertet wie die MOSAiC-Expedition. Das Alfred-Wegener-Institut stockte seine Presseabteilung vor und während der Expedition auf. Die Berliner Autorin und promovierte Medienwissenschaftlerin Katharina Weiss-Tuider wurde eigens als „Communications Manager MOSAiC“ für die Expedition eingestellt. Sie koordinierte die Medienarbeit an Bord. Das AWI betrieb konstant „Mosaic“-Kanäle auf Twitter und Instagram über die Hashtags #MOSAiCexpedition, #Arctic und #icedrift.

### Mediale Rezeption
Die Expedition wurde in deutschen und internationalen Medien häufig im Kontext der Notwendigkeit eines besseren Klimaschutzes dargestellt. Dabei wurde vielfach von AWI-Wissenschaftlern ein Zusammenhang zwischen einem angemahnten Forschungsbedarf in den polaren Klimawissenschaften und praktischen Klimaschutzmaßnahmen hergestellt. Das Auswärtige Amt schrieb von „Forschung für die Umwelt“.
Die mediale Aufmerksamkeit bündelte sich dabei meist auf die Meeresbiologin und Direktorin des AWI Antje Boetius und den Atmosphärenphysiker und Kampagnenleiter Markus Rex. Neben mehreren Berichten in der Tagesschau, war die Expedition Thema in fast allen deutschen Zeitungen, Magazinen und Radiosendern. International erschienen Berichte z. B. in der Washington Post, der New York Times, der spanischen El Pais und etlichen anderen.

### Vermarktungsvereinbarung mit Bertelsmann
Für die Vermarktung der Expedition schloss das öffentlich-rechtliche AWI mit der privaten Bertelsmann Content Alliance eine Vereinbarung als exklusivem deutschem Medienpartner. Die Bertelsmann-Unternehmen begleiteten die Arktisexpedition in bewegtem und unbewegtem Bild, Ton und Wort. Die Kamerateams der Bertelsmann UFA Show & Factual produzierten Aufnahmen über den gesamten Zeitraum der Expedition, der zu Bertelsmann gehörende Verlag Gruner + Jahr wertet die Reise u. a. in seinem Geo Magazin aus und die Bertelsmann-Verlagsgruppe Random House veröffentlichte eine Reihe von Büchern über die Expedition. Auch Tondokumente der Reise werden exklusiv über die Bertelsmann Audio Alliance vertrieben.
Bereits nur etwas mehr als einen Monat nach seiner Rückkehr veröffentlichte Markus Rex in Zusammenarbeit mit der Wissenschaftsjournalistin Marlene Göring am 16. November 2020 bei Random House das Abenteuerbuch Eingefroren am Nordpol, einen anekdotenhaften bebilderten Reisebericht der Expedition. Schon kurz nach Rückkehr des Forschungseisbrechers Polarstern am 12. Oktober 2019 erschien der dokumentarische Bildband „Expedition Arktis“ (Prestel Verlag). Angekündigt ist außerdem das Kindersachbuch Expedition Polarstern (cbj Verlag).
Darüber hinaus produzierte die UFA Show & Factual für die ARD-Reihe Erlebnis Erde den Dokumentarfilm Expedition Arktis – Ein Jahr. Ein Schiff. Im Eis. Er wurde im Rahmen der ARD-Themenwoche #WieLeben am 16. November 2020 im Ersten erstausgestrahlt und stand für einen Monat in der ARD-Mediathek zur Verfügung. Für das NDR Fernsehen entstand die Dokumentation Expedition Arktis: Norddeutsche kämpfen im Eis um unser Klima, die am 18. November 2020 erstausgestrahlt wurde, und für ein Jahr in der Mediathek zur Verfügung steht.

### World Nature Press Award
Für ein Bild von der MOSAiC-Expedition erhielt die AWI-Pressefotografin Esther Horvath 2020 den World Press Photo Award in der Kategorie Umwelt.
Horvarth arbeitet seit 2018 als Fotografin für die Presseabteilung des AWI. Ab Herbst 2019 nahm sie an der MOSAiC-Expedition teil, um Inhalte für die Bertelsmann Content Alliance zu liefern. Horvath lieferte auch Bilder für die Gruner + Jahr-Magazine Geo, P.M. und Stern sowie exklusive Aufnahmen für entsprechende Bücher aus der Verlagsgruppe Random House.

## Belletristische Literatur
- Markus Rex: Eingefroren am Nordpol. Das Logbuch von der »Polarstern«. Bertelsmann, München 2020, ISBN 978-3-570-10414-9.
- Esther Horvath, Sebastian Grote, Katharina Weiss-Tuider: Expedition Arktis. Die größte Forschungsreise aller Zeiten. Mit einem Vorwort von Markus Rex. Prestel Verlag (Bertelsmann), 2020, ISBN 978-3-7913-8669-0
- Katharina Weiss-Tuider: Expedition Polarstern. Dem Klimawandel auf der Spur. Mit Illustrationen von Christian Schneider. cbj Verlag (Penguin Random House), 2021, ISBN 978-3-570-17814-0